# ديتريخ إيكهارت

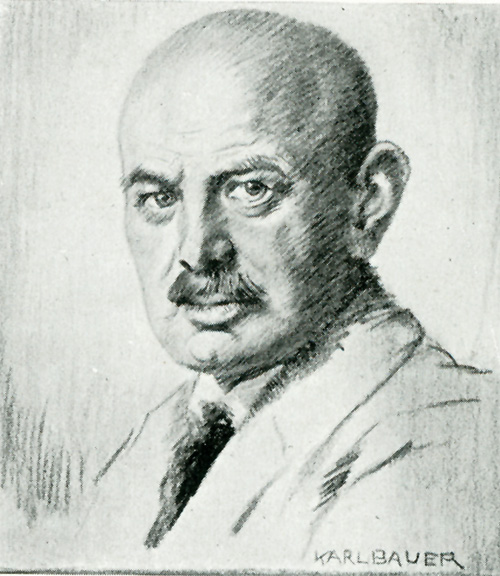
ديتريش ايكارت برسم كارل باور

ديتريخ إيكهارت أو ديتريش ايكارت (بالألمانية: Dietrich Eckart) (23 مارس 1868 - 26 ديسمبر 1923)، كان صحفي وكاتب مسرحي وشاعر وسياسي ألماني، واحد مؤسسي دويتشه Arbeiterpartei (حزب العمال الألماني - DAP)، والذي تطورت لاحقا إلى الحزب النازي (حزب العمال الألماني الاشتراكي). كان له تأثير رئيسي على أدولف هتلر في السنوات الأولى للحزب النازي وكان أحد المشاركين في انقلاب بير هول عام 1923 .
توفي بعد وقت قصير من الانقلاب، رقاه هتلر إلى رتبة المفكر الرئيسي بعد تأسيس إلمانيا النازية عام 1933 , واعترف هتلر به كالأب الروحي للحزب النازي وأنه كان ضوءًا موجهًا للأشتراكية القومية .[بحاجة لمصدر]

## النشأة

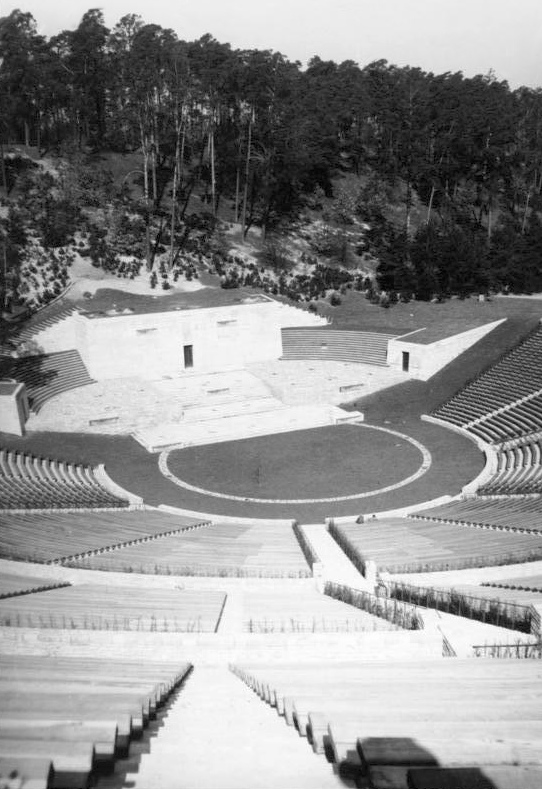
Dietrich-Eckart-Bühne (مسرح ديتريش ايكارت)، 1939

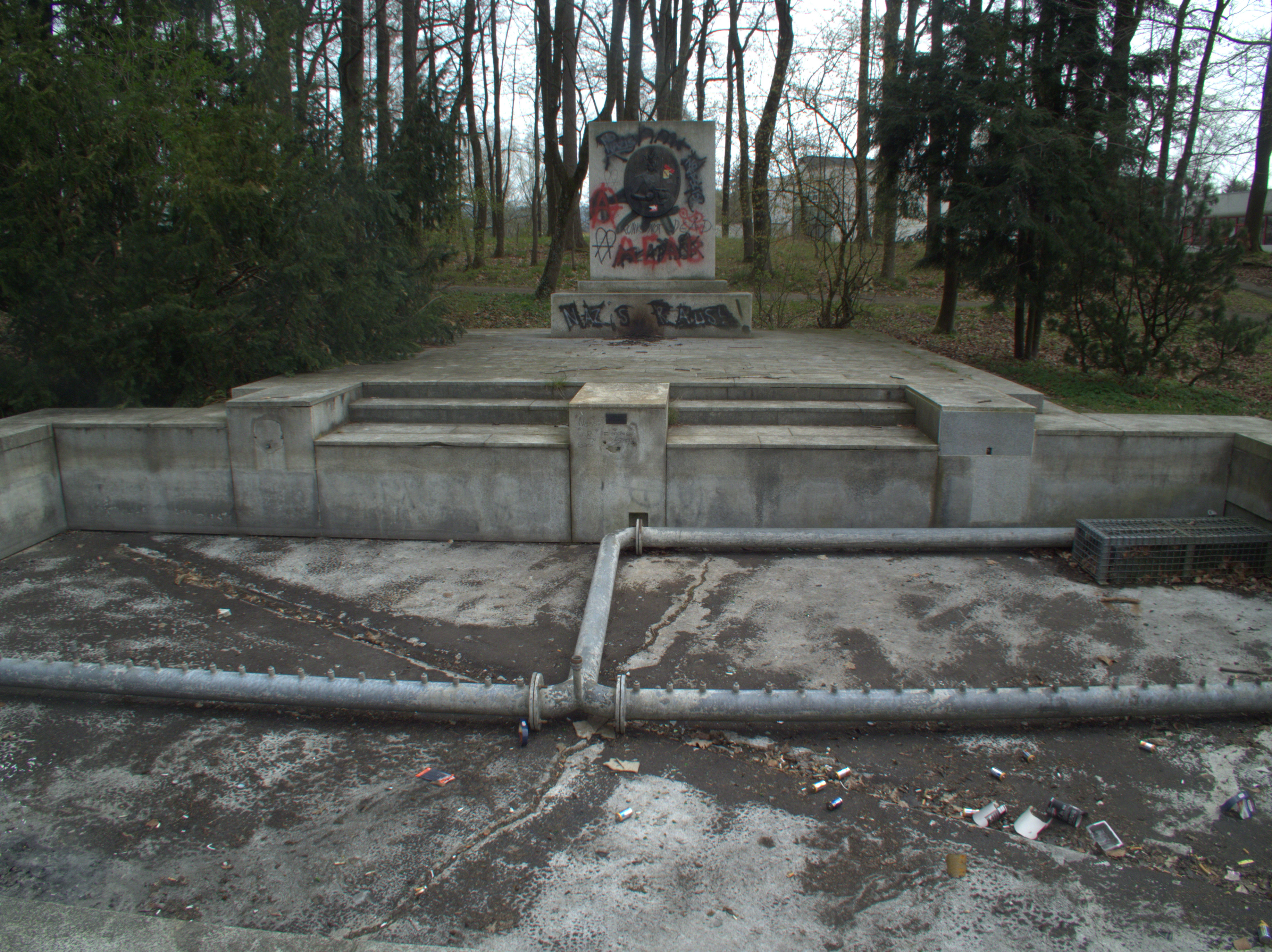
The remains of the former Dietrich Eckart memorial in Neumarkt, covered in anti-Nazi and neo-Nazi graffiti

## وصلات خارجية
- ديتريخ إيكهارت على موقع إن إن دي بي (الإنجليزية)
- https://archive.org/search.php?query=subject%3A%22Eckart%22 Online books from Dietrich Eckart
- Literatur von und über Dietrich Eckart im Katalog der مكتبة ألمانيا الوطنية
- Daniel Wosnitzka: Tabellarischer Lebenslauf von Dietrich Eckart im LeMO (DHM und HdG)
- Bestand: ED 54: Eckart, Dietrich. Im Archiv des Instituts für Zeitgeschichte, München-Berlin (PDF, 42 KB).